# Juana de Valois, condesa de Henao
Juana de Valois (1294 - 7 de marzo de 1352), princesa de sangre real, hija de Carlos de Francia, conde de Valois y de Margarita de Anjou. Sobrina por parte de su madre Margarita de San Luis de Toulouse. 
Bisnieta de Luis IX de Francia (San Luis), nieta de Felipe III el Atrevido sobrina de Felipe IV el Hermoso, hermana del rey de Francia Felipe VI de Valois, se casó con Guillermo III de Avesnes (1286 † 1337), conde de Henao, de Holanda y de Zelanda, el 19 de mayo de 1305 en  Chauny (Aisne). Con quien tuvo siete hijos:
- Juan, muerto en 1316
- Guillermo II (1307 - 1345), conde de Henao, de Holanda y de Zelanda
- Margarita (1310 - 1356), condesa de Henao, de Holanda y de Zelanda, casada con Luis IV de Baviera, emperador romano germánico
- Felipa (1311 - 1369), casada en 1328 con Eduardo III de Inglaterra
- Juana (1315 - 1374), casada en 1334 con Guillermo V (1315 - 1362), duque de Juliers
- Inés (¿? - ¿?)
- Isabel (1323 - 1361), casada en 1354 con Roberto de Namur (1323 - 1391), señor de Beaufort-sur-Meuse.
- Luis (1325 - 1328)

Pasa a ser Dama de Maing en 1322 y se devolverá muchas veces a su pueblo.
A la muerte de su marido en 1337, se convierte en religiosa y se retira a la abadía cisterciana de Fontenelle, cerca de Maing, donde la acompaña su hija Isabel de Namur y su nieta Ana de Baviera.
Dama de una gran riqueza de corazón, interviene para preservar Henao y atenuar los desastres del conflicto franco-inglés que comienza. En 1339, Juana de Valois recibe a su yerno el rey de Inglaterra Eduardo III en la abadía de Fontanelle e intenta apaciguar los ánimos. Se devuelve a París, junto a su hermano el rey de Francia Felipe VI, se reúne también en Gante con su hija Felipa. Mediante la Paz de Tournai, obtiene una tregua en las hostilidades.
Muere en la abadía de Fontanelle el 7 de marzo de 1352. Fue enterrada en el coro de las Damas.
Su sepultura fue redescubierta en las excavaciones arqueológicas de 1977. Desde entonces, reposa en la nave derecha de la iglesia  de Maing, donde fue reinhumada el 7 de septiembre de 2001.
- Datos: Q916305
- Multimedia: Joan of Valois (1342) / Q916305